# Michael Kightly
Michael John Kightly (Basildon, Anglia, 1986. január 24. –) angol labdarúgó, aki jelenleg a Southend Unitedben játszik, szélsőként.

## Pályafutása

### Kezdeti évek és a Southend United
Kightly a Tottenham Hotspur ifiakadémiáján kezdett el futballozni, de 2001-ben megvált tőle a csapat. Ezután szülővárosa amatőr csapatához, a Basildon Unitedhez csatlakozott. Hamar visszakerült a profi labdarúgás körforgásába, miután a Southend United egy ötmeccses próbajátékot követően 2012. december 16-án kétéves szerződést adott neki. 2003. május 3-án, az Exeter City ellen mutatkozott be az első csapatban.
A kupameccseken rendszeresen játéklehetőséget kapott, a Football League Trophyban, a Luton Town ellen gólt is szerzett, a bajnokságban azonban három év alatt mindössze 13-szor léphetett pályára. 2004. október 22-én kölcsönben a Farnborough Townhoz igazolt, ahol három hónapot töltött, mielőtt 2005 januárjában visszatért volna a Southendhez. A szezon végén a csapat akkori menedzsere, Steve Tilson ingyen elengedte.

### Grays Athletic
Az ötödosztályban szereplő Grays Athletic igazolta le Kightlyt, aki első szezonjában minden sorozatot egybevéve 15 gólt szerzett és FA Trophy-győzelemhez segítette csapatát. A 2005/06-os szezont is jól kezdte a csapatnál, novemberig tíz gólt szerzett. Teljesítményével többek között a másodosztálybeli Wolverhampton Wanderers figyelmét is felkeltette. A csapat 2006. november 17-én két hónapra kölcsönvette.

### Wolverhampton Wanderers
December 6-án megszerezte első gólját a The Football League-ben, mellyel 1-0-s sikerhez segítette a Wolverhamptont a Queens Park Rangers ellen. A Grays Athleticnél mutatott formája miatt többen a The Football League-en kívüli bajnokságot Ryan Giggsének nevezték, és olyan értesülések is napvilágot láttak, miszerint a Manchester United menedzsere, Alex Ferguson is érdeklődik iránta. Miután öt meccs alatt két gólt szerzett, 2007. január 1-jén a Wolverhampton véglegesen is leigazolta, minimális összeget fizetve érte és egy barátságos meccset szervezve a Graysszel.
A szezon hátralévő részére a Wanderers alapembere lett. Ha góljával ő is hozzájárult ahhoz, hogy csapata bejutott a rájátszásba a Premier League-be való feljutásért. Teljesítményének köszönhetően csapatánál a második helyen végzett az "Év játékosa" szavazások, Matt Murray mögött. Miután a Wolverhampton kiesett a rájátszásból és nem sikerült elérnie a feljutást, Kightlyt több élvonalbeli klubbal is szóba hozták, köztük az Aston Villával, a Charlton Athletickel, a Tottenham Hotspurrel, a Portsmouth-szal és az Evertonnal. Ő azonban véget vetett a találgatásoknak, amikor 2007 júniusában egy új, négyéves szerződést írt alá a farkasokkal.
Első teljes szezonjában több sérülés is hátráltatta, 2007 novemberében elszenvedett bokasérülése kétszer is kiújult, mielőtt 2008 februárjában megoperáltatta volna. Ezt követően további sérüléseket szenvedett, ami miatt csak a csapat utolsó négy bajnokijára térhetett vissza. 2008 nyarán ismét szerződést hosszabbított. A 2008/09-es idényben nyolc góllal járult hozzá a Wolverhampton bajnoki címéhez és feljutásához a Premier League-be. Szezonja azonban a vártnál korábban véget ért egy 2009 márciusában, a tartalékok között elszenvedett lábközépcsont-törés miatt. A következő idényben bemutatkozhatott az élvonalban, de szeptemberben újabb bokasérülést szenvedett, ami miatt ismét meg kellett operálni.
Úgy tűnt, hogy a 2010/11-es szezon elején visszatérhet, de egy újabb sérülés miatt az évad első felében be sem került a csapat 25 tagú Premier League-keretébe. 2011 áprilisában, 16 hónapnyi kihagyás után, a Newcastle United ellen térhetett vissza az első csapatba. 2011 októberében egy hónapra kölcsönadták a másodosztályú Watfordnak, hogy erőnléti állapotán javítson. Október 15-én, a Crystal Palace ellen kapott először lehetőséget. Később kölcsönszerződését 2012 januárjáig meghosszabbították. Ez alatt az idő alatt 12 bajnokin szerepelt és három gólt szerzett.
Visszatérése után először szerepelhetett a Premier League-ben hosszabb megszakítások nélkül. Annak ellenére, hogy a szezon második felére jó formába lendült és az Aston Villa, a Bolton Wanderers és a Stoke City ellen is eredményes volt, nem tudta megakadályozni csapata kiesését. 2012 augusztusában nyilvánosságra került, hogy a játékos tárgyalásokat folytat a Stoke Cityvel és elutasította a Wolverhampton szerződéshosszabbítási ajánlatát, mondván, szeretne az első osztályban maradni.

### Stoke City
2012. augusztus 8-án Kightly ismeretlen összeg ellenében a Stoke Cityhez igazolt. Remekül sikerült a bemutatkozása, a Greuther Fürth elleni barátságos mérkőzésen az első labdaérintéséből gólt szerzett. Első bajnokiján, a Reading ellen szintén betalált. A Manchester United ellen 4-2-re elvesztett találkozón szintén eredményes volt, de hamarosan kikerült a menedzser, Tony Pulis kezdőcsapatából. 2013. április 6-án, az Aston Villa ellen ismét gólt szerzett. A szezont 26 mérkőzéssel fejezte be, melyek közül mindössze 19-en volt kezdő. 2013 májusában Pulist Mark Hughes váltotta. Kightly elmondta, hogy szeretné visszaszerezni helyét a kezdőcsapatban, illetve, hogy az előző idényben önbizalomproblémákkal küzdött.

### Burnley
2013. szeptember 2-án a Burnley a teljes 2013/14-es idényre kölcsönvette. December 7-én, a Barnsley ellen szerezte meg első gólját. Összesen 38 bajnokin játszott és öt góllal járult hozzá csapata feljutásához a Premier League-be. 2014. június 27-én a Burnley véglegesen is leigazolta, hároméves szerződést kötve vele.

## Válogatott pályafutása
Kightly 2007 augusztusában, egy Románia elleni barátságos meccsre kapott először behívót az angol U21-es válogatottba. Be is mutatkozhatott a meccsen, az első félidőt végigjátszva.

## Magánélete
Kightly gyerekként a Manchester Unitednek szurkolt, de később Tottenham Hotspur drukker lett. Két gyermeke van, egy lány, Alexa és egy fiú, Leo.

## Sikerei

### Grays Athletic
- Az FA Trophy győztese: 2006

### Wolverhampton Wanderers
- A Football League Championship bajnoka: 2008/09

### Burnley
- A Football League Championship második helyezettje: 2013/14
- A Football League Championship bajnoka: 2015/16